# Эдуардо-Нери
Эдуардо-Нери (исп. Eduardo Neri) — муниципалитет в Мексике, штат Герреро, с административным центром в городе Сумпанго-дель-Рио. Численность населения, по данным переписи 2010 года, составила 46 158 человек.

## Общие сведения
Название Eduardo Neri дано муниципалитету в честь Эдуардо Нери Рейносо — известного законодателя, родившегося в этих местах.
Площадь муниципалитета равна 1249 км², что составляет 2 % от площади штата. Он граничит с другими муниципалитетами Герреро: на севере с Кокулой, Тепекоакуилько-де-Трухано и Куэцала-дель-Прогресо, на востоке с Мартир-де-Куилапаном и Тистла-де-Герреро, на юге с Чильпансинго-де-лос-Браво, на юго-западе с Леонардо-Браво, на западе с Генерал Элиодоро-Кастильо.

## Учреждение и состав
Муниципалитет был образован в 1824 году под флагом штата Мехико и назывался Сумпанго, а в 1836 году перешёл в штат Герреро, где в 1987 году был переименован в Эдуардо-Нери. В его состав входит 50 населённых пунктов, самые крупные из которых:
| Код INEGI | Населённый пункт                                                   | Численность населения (2005 год) | Численность населения (2010 год) |
| 075       | Всего                                                              | 40 328                           | 46 158                           |
| 0001      | Сумпанго-дель-Рио (исп. Zumpango del Río) (административный центр) | 22 322                           | 24 719                           |
| 0008      | Уицильтепек (исп. Huitziltepec)                                    | 4 305                            | 4 513                            |
| 0013      | Мескала (исп. Mezcala)                                             | 2 251                            | 3 763                            |
| 0023      | Хочипала (исп. Xochipala)                                          | 3 197                            | 3 620                            |
| 0005      | Ахахакуалько (исп. Axaxacualco)                                    | 1 186                            | 1 331                            |
| 0021      | Тланипатла (исп. Tlanipatla)                                       | 1 162                            | 1 276                            |
| 0007      | Каррисальльо (исп. Carrizalillo)                                   | 738                              | 1 200                            |
| 0004      | Амеяльтепек (исп. Ameyaltepec)                                     | 564                              | 951                              |

## Экономическая деятельность
По статистическим данным 2000 года, работоспособное население занято по секторам экономики в следующих пропорциях: сельское хозяйство и скотоводство — 20,5 %, промышленность и строительство — 32,3 %, сфера обслуживания и туризма — 43,7 %.

## Инфраструктура
По статистическим данным 2010 года, инфраструктура развита следующим образом:

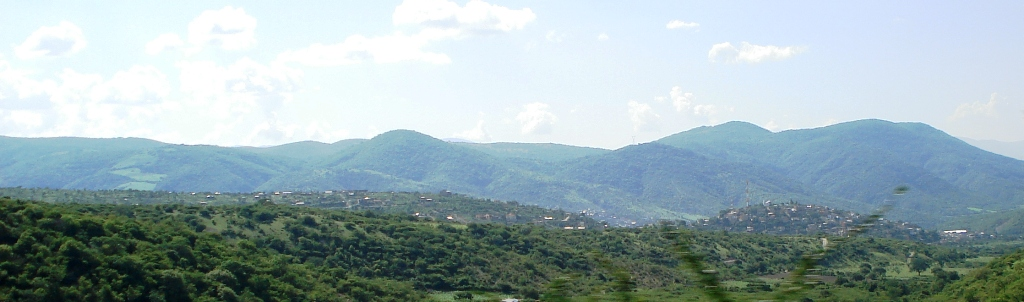
Панорама пейзажей муниципалитета

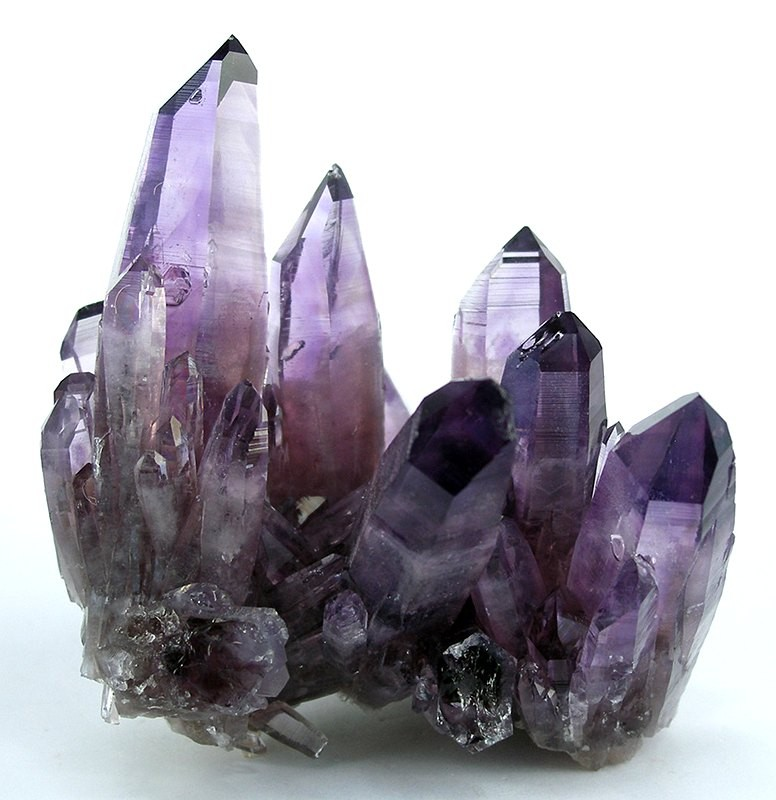
Кварц, добываемый в поселении Аматитлан

- электрификация: 96,8 %;
- водоснабжение: 79,2 %;
- водоотведение: 88 %.

## Туризм
Основные достопримечательности: неподалёку от Хочипалы находится археологическая зона Ла-Органера, где находят остатки культуры ольмеков; церковь Апостола Сантьяго в Сумпанго-дель-Рио; монументы Эдуардо Нери Рейносо и Хосе Мария Берналю; кварц, добываемый в Аматитлане.